# Мауріц К'єргор
Мауріц К'єргор (дан. Maurits Kjærgaard, нар. 26 червня 2003, Ерлев, Данія) — данський футболіст, атакувальний півзахисник австрійського клубу «Ред Булл» та молодіжної збірної Данії.

## Ігрова кар'єра

### Клубна
Є вихованцем данського клубу «Люнгбю», де й почав займатися футболом. У 2019 році футболіст перейшов до академії австрійського «Ред Булла». За словами представників данського клуба, трансфер К'єргорда да Австрії став найдорожчим трансфером данського клуба за останні 20 років.
В Австрії для стажування К'єргорд був направлений у клуб Другої Бундесліги «Ліферінг», де провів два сезони. Після чого повернувся до «Ред Булл» і в лютому 2021 року дебютував у австрійській Бундеслізі.

### Збірна
З 2018 року Мауріц К'єргорд захиїав кольори юнацьких збірних Данії. У 2021 році він вперще вийшов на поле к формі молодіжної збірної Данії.

## Досягненн
«Ред Булл»
 Чемпіон Австрії (3): 2020/21, 2021/22, 2022/23
 Переможець Кубка Австрії (2): 2020/21, 2021/22